# Peter Karvaš
Peter Karvaš (pseudonymy Jakub Riečan, Ján Róbert Lipka, Jozef Řepka, P. Bystrický, Peter Bystrík a další) (25. dubna 1920, Banská Bystrica – 28. listopadu 1999, Bratislava) byl slovenský dramatik, prozaik a divadelní teoretik.

## Životopis
Narodil se v rodině lékaře Ferdinanda Karvaše a akademické malířky Karoly Skutecké-Karvašové. Vzdělání získával v Banské Bystrici (gymnázium, 1930–1938), později začal studovat v Praze na ČVUT a současně na uměleckoprůmyslové škole (1938–1939), ale studium dokončil na Filozofické fakultě Univerzity Komenského (tehdy s názvem Slovenská univerzita) v Bratislavě (1945–1947).

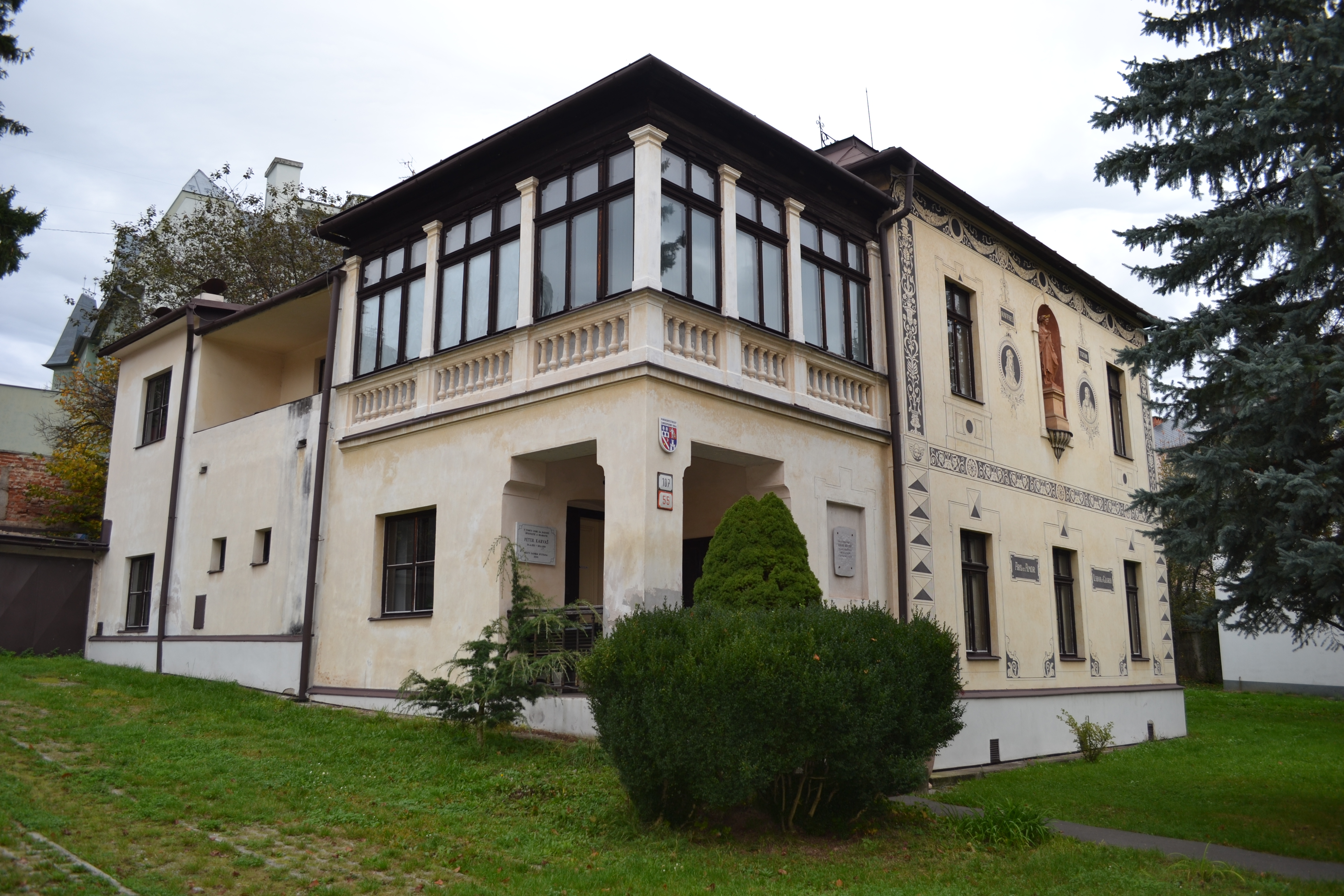
Rodný dům Petra Karvaša na Horní ulici 55 v Banské Bystrici

Pracovat začal již v roce 1939 a vystřídal několik zaměstnání – od práce ve stavební firmě až po práci v Neografii v Martině. Během 2. světové války byl rasově pronásledován a internován v pracovním táboře, během Slovenského národního povstání pracoval v Svobodném slovenském vysílači a publikoval v povstaleckém tisku.
Po skončení války 1945–1948 dramaturg Československého rozhlasu, lektor a dramaturg Nové scény a SND v Bratislavě, 1949–1950 kulturní atašé na československé ambasádě v Bukurešti, později pracoval na pověřenectvu školství (přednosta divadelního oddělení), byl redaktorem Kulturního života a také tajemníkem Svazu slovenských spisovatelů. V letech 1968–1974 byl docentem divadelní vědy, po roce 1974 vědeckým pracovníkem Výzkumného ústavu kultury v Bratislavě, od roku 1980 v důchodu.
K jeho životu se vrací i dokumentární film natočený v roce 2002 (Slovenská televize, cyklus Osobnosti náboženského života, scénář Slavomíra Očenášová-Štrbová, režie Fedor Bartko).

## Tvorba
Jeden z nejvýznamnějších a plodných slovenských prozaiků a dramatiků 20. století, věnoval se i divadelní vědě a publicistice, v období normalizace perzekvován a diskriminován.
Literární činný byl od roku 1937, kdy začal publikovat své první díla v Studentském časopise, ve Svojeti a Mladé kultuře. Zejména během války publikoval pod několika pseudonymy, první kniha mu vyšla až po skončení války (soubor reportáží a rysů Most, 1945).
Autor realisticky koncipovaných psychologických novel, historicko-sociálních románů, napsal sbírky cestopisných reportáží a rysů, kritický pohled na souvěkou socialistickou společnost rezonoval v humoristický-satirických souborech povídek. V úsměvném tónu se nesly i sbírky humoresek, jakož i autobiograficky laděná kniha dětských zážitků. Po nucené literární odmlce se představil povstaleckým románem a morálku povstalecké generace analyzoval v autobiografické novele, vrátil se i k satirickému žánru v krátkých prózách a v závěrečném tvůrčím období navázal na humoristicko-satirické prózy. Těžiště jeho tvůrčích aktivit bylo v dramatické tvorbě, byl plodný autor rozhlasových a divadelních her. Podnětné práce vydal i v oblasti divadelní vědy a teorie. Dramaturgicky, režijně a scenáristicky spolupracoval zejména s televizí, která uvedla několik jeho her, inscenací a filmů. Jeho prózy a dramatu vyšly v četných překladech. V teatrologických dílech vycházel ze strukturalismu.

## Dílo

### Próza
- 1946 – Není přístavů
- 1947 – Polohlasom
- 1949 – Toto pokolení, román
- 1950 – S námi a proti nám
- 1952 – Pokolení v útoku, román
- 1954 – Čert nespí
- 1957 – Čertovo kopýtko
- 1961 – Konfety a leporela, výběr humoresek z válečného období
- 1968 – Nedokončená pro dětský hlas, humoristický-autobiografické dílo
- 1970 – Kniha úlevy
- 1970 – Malovat čerta na zeď
- 1979 – Noc v mém městě, kniha o Slovenském národním povstání
- 1984 – Humoresky a jiné kratochvíle
- 1989 – Poslední humoresky a jiné kratochvíle
- 1991 – Polehčující okolnost, sbírka próz
- 1992 – My, co nechceme být jmenováni
- 1993 – Velikán čili Život a dílo profesora Bogović, novela
- 1994 – Bylo to docela jinak, kniha apokryfů
- 1995 – V uvozovkách, soubor causerií
- 1995 – Intimní dialogy
- 1997 – Tajemství sfingy
- 2000 – Zrada múz (vyšlo posmrtně)
- 2001 – Za zdí (vyšlo posmrtně)

### Drama
- 1943 – Hanibal před branami, rozhlasová hra (v roce 1949 přepracováno na divadelní hru)
- 1943 – Maják, jednoaktovky
- 1945 – Spolek pěti "P", rozhlasová hra (v roce 1946 přepracováno na divadelní hru)
- 1945 – Meteor, divadelní hra
- 1946 – Hra o básníkovi (původní rozhlasová hra propracovaná pro divadelní hru)
- 1948 – Bašta, divadelní hra
- 1946 – Návrat do života (knižně vyšlo v roce 1949)
- 1950 – Lidé z naší ulice (knižně vyšlo v roce 1951)
- 1953 – Srdce plné radosti (knižně vyšlo v roce 1954)
- 1955 – Pacient sto třináct
- 1955 – Diplomaté
- 1959 – Půlnoční mše
- 1960 – Zmrtvýchvstání dědečka Kolomana, veselohra
- 1962 – Antigona a ti druzí
- 1963 – Jizva
- 1964 – Velká paruka (knižně vyšlo v roce 1965)
- 1966 – Experiment Damokles (knižně vyšlo v roce 1967)
- 1967 – Sedm svědků (rozhlasová hra)[1]
- 1969 – Absolutní zákaz (knižně vyšlo v roce 1970, vročení uvádí 1966)
- 1986 – Soukromá oslava (knižně vyšlo v roce 1987)
- 1987 – Zadní vchod
- 1988 – Vlastenci z města Yo
- 1994 – 4x ne

### Teoretická díla
- 1948 – Kapitoly o rozhlase, postřehy k problematice rozhlasové hry
- 1948 – K základním otázkám současného divadla, historicko-teoretická kniha
- 1948 – Úvod do základních problémů divadla, historicko-teoretická kniha
- 1956 – K některým tvůrčím problémem naší dramatu, úvaha
- 1964 – Zamyšlení nad dramatem, studia (vyšla pouze v češtině)
- 1969 – Zamyšlení nad dramaturgií, studia (vyšla pouze v češtině)
- 1977 – Prostory v divadle a divadlo v prostoru, analýza specifičnosti divadla

### Reportáže
- 1945 – Most, publicistické a reportážní rysy
- 1953 – Dítě a meč, reportáž o Německé demokratické republice
- 1959 – Leningradské epištoly, reportáž ze Sovětského svazu
- 1960 – Výlet na jih, reportáž ze Sovětského svazu
- 1996 – Cestou tam a pozpátku